# Deanna
Deanna ist ein weiblicher Vorname, der insbesondere in den USA auftritt.

## Herkunft und Bedeutung
Deanna ist ein englischer weiblicher Vorname, der entweder eine Variante von Diana oder eine weibliche Form des männlichen Vornamens Dean sein kann.

## Namensträgerinnen

### Vorname
- Deanna Bogart (* 1959), US-amerikanische Sängerin und Musikerin
- Deanna Dunagan (* 1940), US-amerikanische Schauspielerin
- Deanna Durbin, geb. Edna Mae Durbin (1921–2013), kanadische Schauspielerin und Sängerin
- Deanna Dwyer, Pseudonym des US-amerikanischen Schriftstellers Dean R. Koontz (* 1945)
- Deanna Lockett (* 1995), australische Shorttrackerin
- Deanna Nolan (* 1979), US-amerikanische Basketballspielerin
- Deanna Panting (* 1964), kanadische Skeletonpilotin
- Deanna Russo (* 1979), US-amerikanische Schauspielerin, Regisseurin, Filmproduzentin und Drehbuchautorin
- Deanna Stellato-Dudek (* 1983), US-amerikanische Eiskunstläuferin

### Fiktive Personen
- Deanna Troi (* 2336), Figur im Star-Trek-Universum, gespielt von Marina Sirtis